# نادیه حجاب
نادیه حجاب (عربی: نادیة حجاب)، یک تحلیلگر سیاسی، نویسنده و روزنامه‌نگار فلسطینی است که اغلب در مورد حقوق بشر و خاورمیانه و به ویژه وضعیت فلسطینیان اظهار نظر می‌کند.

## زندگی‌نامه
حجاب در حلب، سوریه از یک پدر و مادر عرب فلسطینی به دنیا آمد، اما در همسایگی لبنان بزرگ شد، جایی که مدرک کارشناسی و کارشناسی ارشد ادبیات انگلیسی را از دانشگاه آمریکایی بیروت دریافت کرد. حجاب در سال‌های تحصیل در بیروت به عنوان روزنامه‌نگار کار می‌کرد، اما پس از شروع جنگ داخلی لبنان، لبنان را ترک کرد. او ابتدا به قطر و سپس به لندن، انگلستان سفر کرد و در آنجا سردبیر مجله خاورمیانه شد و به عنوان مفسر در امور خاورمیانه در رسانه‌ها ظاهر شد.
در سال ۱۹۸۹، حجاب به ایالات متحده نقل مکان کرد و در آنجا به مدت ۱۰ سال به عنوان متخصص توسعه برای برنامه توسعه سازمان ملل در شهر نیویورک کار کرد.
در سال ۲۰۱۰، او الشبکه را تأسیس کرد، یک اتاق فکر مجازی که نزدیک به ۶۰ متفکر و نویسنده فلسطینی از سراسر جهان را گرد هم می‌آورد. او همچنین عضو ارشد مؤسسه مطالعات فلسطین است.

## کتاب‌ها
- قدرت زن: نظرگاه عربی در مورد کارکردن زنان، کمبریج ۱۹۸۸.
- شهروندان جدا: پرتره ای از فلسطینیان در اسرائیل، با همکاری آمنه مینس، آی‌بی توریس. ۱۹۹۰.